# Gubałówka
Gubałówka is een berg ten noordwesten van Zakopane in Polen. De top bevindt zich op 1.126 meter hoogte. Hier bevinden zich enkele restaurants en een televisietoren. 
Door de aanwezigheid van een kabelspoorweg, de betrekkelijk eenvoudige beklimming in de zomer, de wintersportmogelijkheden in de winter en het uitzicht over Zakopane en het Tatragebergte is Gubałówka een populaire bestemming voor toeristen.

## Kabelspoorweg
De kabeltreinbaan werd in 1938 gebouwd als tweede kabelspoorweg in Polen. In 2001 werd de lijn gemoderniseerd. 

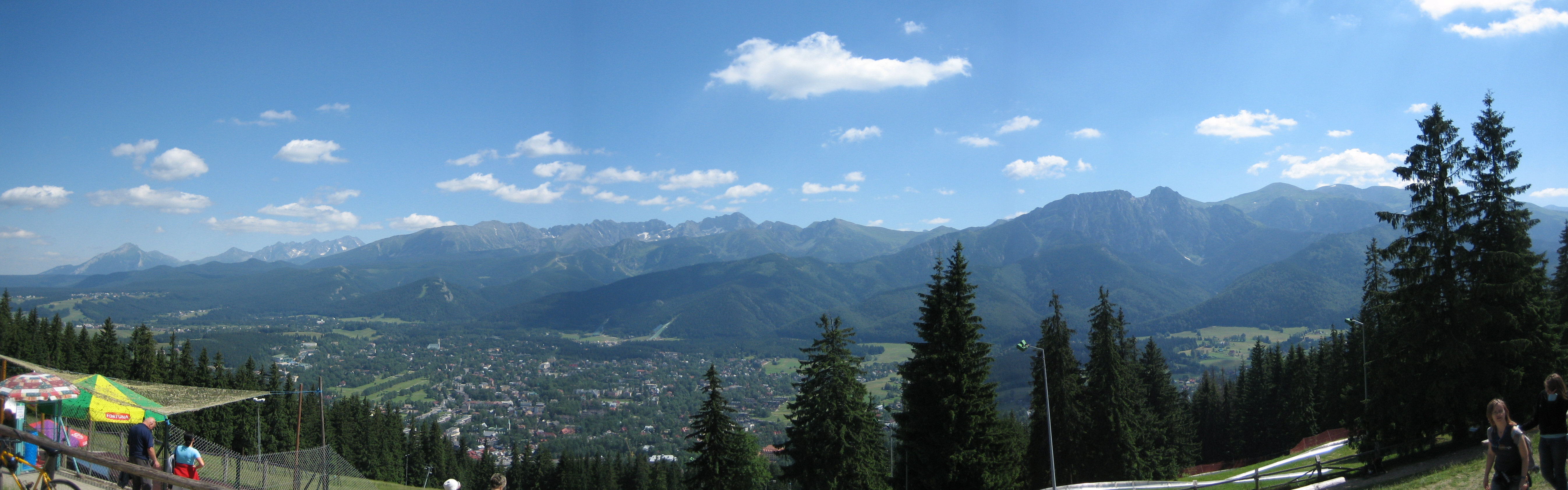
Uitzicht van Gubałówka op Tatra

| Lengte van het spoor [m.]                 | 1298  |
| Hoogte van het dalstation [m.]            | 823   |
| Hoogte van het bergstation [m.]           | 1122  |
| Capaciteit van de wagon [personen]        | 120+1 |
| Capaciteit van de lijn [personen per uur] | 2000  |
| Reistijd [min.]                           | 3½    |